# Dümberg
Das Dümberg ist ein 575,5 m ü. NN hoher Berg im Sauerland. Er zählt zum Lennegebirge und befindet sich im Naturpark Sauerland-Rothaargebirge zwischen Linnepe im Nordosten und Endorf im Südwesten, zwei Ortsteilen von Sundern. Die häufig in Karten zu findende Höhenangabe von 573 m beziehen sich auf einen Messpunkt westlich des höchsten Punktes. Der Dümberg ist überwiegend bewaldet, doch zerstörte der Orkan Kyrill am West- und Nordhang des Berge Teile des Waldbestandes, sodass dort größere Flächen kahl sind und Aussicht bieten. Der Dümberg wird von mehreren Rundwanderwegen touristisch erschlossen. Am Nordhang des Dümbergs befindet sich auf einer Höhenlage von 450 m der Güllene Ring, die Überreste einer Wallburg.